# Miasta w San Marino
Według danych oficjalnych pochodzących z 2006 roku San Marino posiadało 9 miast. Stolica kraju San Marino plasuje się dopiero na trzecim miejscu; Serravalle jako jedyne miasto liczyło ponad 10 tys. mieszkańców; 7 miast z ludnością 1÷10 tys. oraz jedyne miasto poniżej 1 tys. mieszkańców.

## Największe miasta w San Marino
Największe miasta w San Marino według liczebności mieszkańców (stan na 31.12.2006):
| L.p. | Miasto                           | Castelli       | Liczba ludności |
| ---- | -------------------------------- | -------------- | --------------- |
| 1.   | Serravalle                       | Serravalle     | 10 571          |
| 2.   | Borgo Maggiore                   | Borgo Maggiore | 6 609           |
| 3.   | San Marino (Citta di San Marino) | San Marino     | 4 214           |
| 4.   | Domagnano                        | Domagnano      | 3 256           |
| 5.   | Fiorentino                       | Fiorentino     | 2 548           |

## Alfabetyczna lista miast w San Marino
| Miasto         | Powierzchnia (km²) | Ludność 1986 | Ludność 1996 | Ludność 2005 |
| -------------- | ------------------ | ------------ | ------------ | ------------ |
| Acquaviva      | 4,86               | 1.148        | 1.264        | 1.765        |
| Borgo Maggiore | 9,01               | 4.421        | 5.358        | 6.110        |
| Chiesanuova    | 5,46               | 724          | 866          | 1.023        |
| Domagnano      | 6,62               | 1.885        | 2.207        | 2.824        |
| Faetano        | 7,75               | 738          | 870          | 1.118        |
| Fiorentino     | 6,56               | 1.478        | 1.798        | 2.212        |
| Montegiardino  | 3,31               | 557          | 717          | 807          |
| San Marino     | 7,09               | 4.179        | 4.350        | 4.424        |
| Serravalle     | 10,53              | 6.995        | 8.085        | 9.622        |